# Ильичёв, Юрий Петрович
Ю́рий Петро́вич Ильичёв (8 декабря 1927, Москва — 10 февраля 1988, СССР) — советский футбольный тренер.

## Биография
Будучи футболистом, Юрий Ильичев числился в командах «Локомотив» (Москва) и ВМФ (Москва).
После окончания карьеры Ильичев получил степень кандидата педагогических наук в Москве (1964). Свою тренерскую карьеру он начал в СССР. В течение шести лет специалист возглавлял костромской «Текмаш» (в классе «Б» — втором, затем третьем по значимости дивизионе).
С 1969 по 1972 годы Юрий Ильичев работал со всеми сборными Ирака. Под его руководством молодёжная сборная в декабре 1969 года сумела одержать историческую победу над командой ГДР со счётом 3:0 (в состоявшихся на той же неделе матчах взрослая сборная сыграла с командой ГДР вничью, а сборная армии Ирака ей проиграла).
В 1973 году специалист переехал в Исландию, где на протяжении нескольких лет успешно работал с местными командами «Валюр» и «Викингур» (Рейкьявик). Во время работы в «Валюре» Юрий Ильичев консультировал тренера сборной Исландии Тони Наппа и впоследствии сам был приглашён на этот пост, который и занимал в 1978—1979 годах. Он также тренировал молодёжную сборную Исландии.

## Достижения
- Чемпион Исландии (1): 1976[8].
- Обладатель Кубка Исландии (2): 1976[9], 1977[10].